# Говорливый, Зиновий Степанович
Зиновий Степанович Говорливый — русский врач, автор ряда трудов по медицине.

## Биография
Получил звание лекаря в 1850 году, после чего, в течение десяти лет служил в звании штаб-лекаря врачом «Северо-Американской компании» созданной для постройки Никарагуанского канала в конкуренцию Панамскому каналу, будучи причислен к Министерству финансов Российской империи, а в 1862 году состоял сверхштатным врачом Санкт-Петербургской полиции при квартале. 
Помещал свои рецензии в «Морском сборнике» 1861—1862 гг. и в «Веке» 1861 год.
Среди его трудов наиболее известны: 
- Краткий очерк физиологии человеческого тела по Валентину и спор его с Дерптскими профессорами о симпатическом нерве ("Финский вестник" 1849 г., № 1);
- Письма о физиологии Фохта (там же, 1850 г., № 3);
- О тифозной горячке в Новоархангельском порте (Северо-Американские владения) в 1857—58 гг. (Отчет о состоянии общественного здравия в империи в 1857 г.);
- Краткий обзор болезней во владениях Северо-Американской компании, с 1851 по 1859 г. («Журнал Министерства внутренних дел», 1861 г., ч. 48, и отдельн. оттиск);
- О возвращающейся горячке во владениях Северо-Американской компании 1857—58 гг. ("Библиотека медицинских наук" 1861 г., № 10);
- Колоши (индийцы) и господствующие у них болезни ("Медиц. Вестн." 1861 г., №№ 28—32);
- Некоторые сведения о житье в русских американских владениях с 1851 по 1859 г. Извлечение из записки д-ра З. Г. ("Русская Речь" 1861 г., № 58);
- Краткий отчет об эпидемии гриппа в Ново-Архангельском порте 1855 г. ("Библиотека медиц. наук" 1861 г., № 10);
- Эпидемическая накожная болезнь в американских владениях ("Морской Сборник" 1862 г., № 8);
- Алеуты и Креолы Северной Америки (там же, № 9);
- Медико-этнографические заметки об алеутах и креолах ("Медицинский вестник" 1862 г. № 9);
- Обломки игл и булавок в теле (там же 1863 г., № 41);
- Краткий Медицинский отчет по госпиталям Хр. Ак. Лазарева за 1863 г. (Протоколы заседаний Общества русских врачей 1863—64 гг., 249);
- Медико-топографическое описание Чертоского завода (Медико-топографический сборник, I, 1869 г.).